# کارولین استراوس
کارولین استراوس (متولد ۱۳ ژوئیه ۱۹۶۳) یک کارگردان و تهیه‌کننده تلویزیونی آمریکایی است. او تا سال ۲۰۰۸ مدیر بخش سرگرمی شبکه خانگی اچ بی او بود و مسئول راه اندازی سریال‌هایی مانند: سوپرانوز، وایر، زیاد ذوق زده نشو و سکس و شهر بود. پس از خروج از موقعیتش، او تبدیل به یک توسعه دهنده تلویزیون و تهیه‌کننده شد و یک قرارداد تولید با HBO بست. او با این شبکه در تولید Treme، بازی تاج و تخت، چرنوبیل و شانس همکاری کرده‌است. در اوت ۲۰۱۵ او نامه سرگشاده حمایت از توافقنامه هسته ای پیشنهادی بین ایران و شش قدرت جهان توسط ایالات متحده به رهبری "به نفع از ایالات متحده و اسرائیل- به عنوان یکی از ۹۸ اعضای جامعه یهودی لس آنجلس - امضا کرد. "

## فیلم‌شناسی
- تریم (۲۰۱۰–۲۰۱۳) - تهیه‌کننده اجرایی
- بازی تاج و تخت - (۲۰۱۱–۲۰۱۹) تهیه‌کننده اجرایی
- شانس (۲۰۱۱–۲۰۱۲) - تهیه‌کننده اجرایی
- استثنایی‌ها (۲۰۱۴) - تهیه‌کننده اجرایی[۸]
- چرنوبیل (۲۰۱۹) - تهیه‌کننده اجرایی
- فیلم ددوود (۲۰۱۹) - تهیه‌کننده اجرایی